# Baie de Samborombón

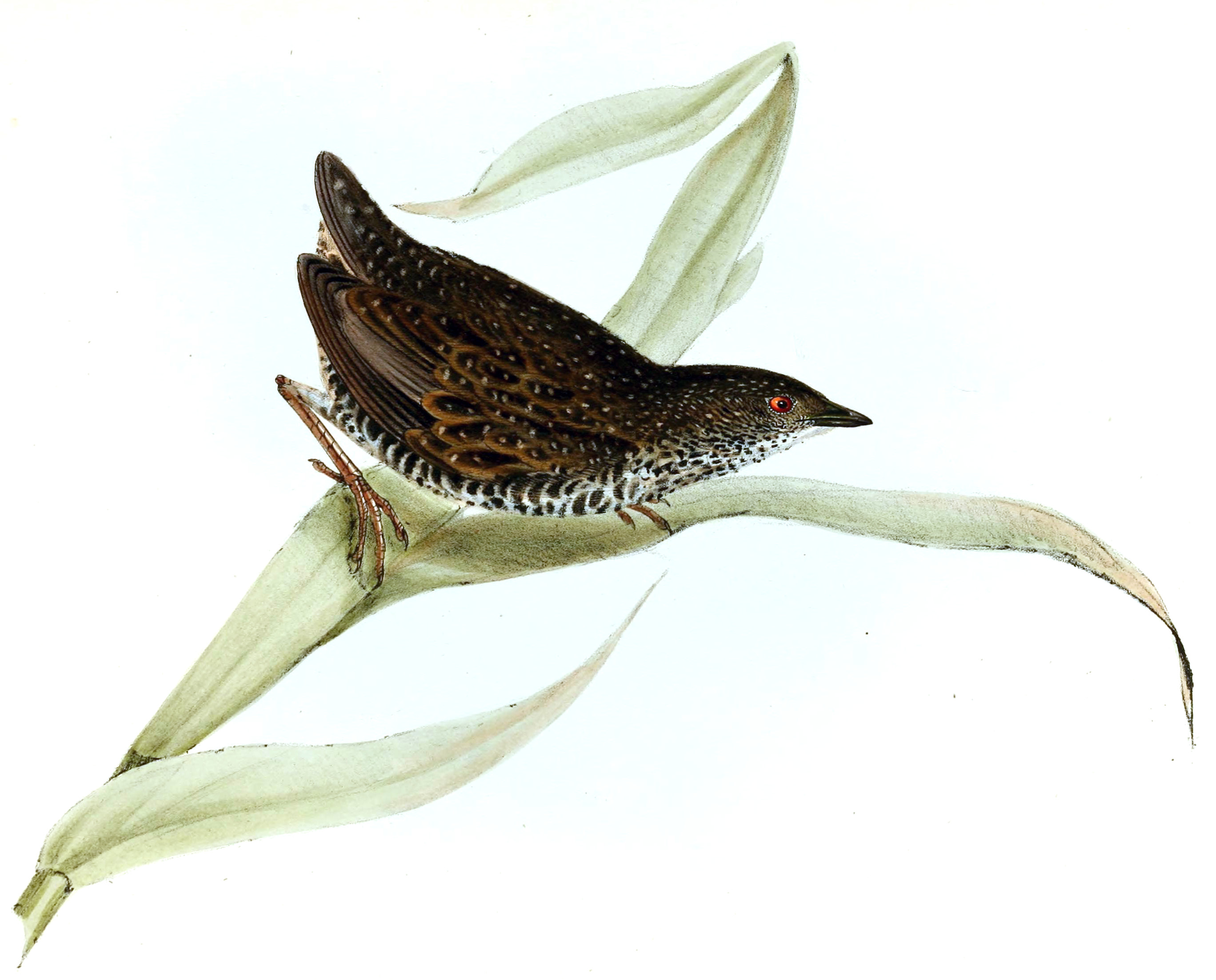
Coturnicops notatus

La baie de Samborombón (en espagnol : Bahía de Samborombón) est une baie de l'Atlantique sud située en Argentine, au sud de l'embouchure du río de la Plata. Elle se trouve à environ 160 km au sud-est de Buenos Aires. La baie a 135 km de long et s'étend de Punta Piedras au nord à Punta Rasa au sud, point de départ du cap San Antonio (Cabo San Antonio).
La baie reçoit plusieurs fleuves et cours d'eau, dont le río Salado et le río Samborombón.
Les coordonnées géographiques sont : 56°45' ouest - 35°27' sud (Punta Piedras) et 56°35' ouest - 36°22' sud (Punta Rasa)
La baie a été déclarée site Ramsar (convention de Ramsar) sur une superficie de 244 000 hectares (2 440 km2) depuis 1997.

## Description du site

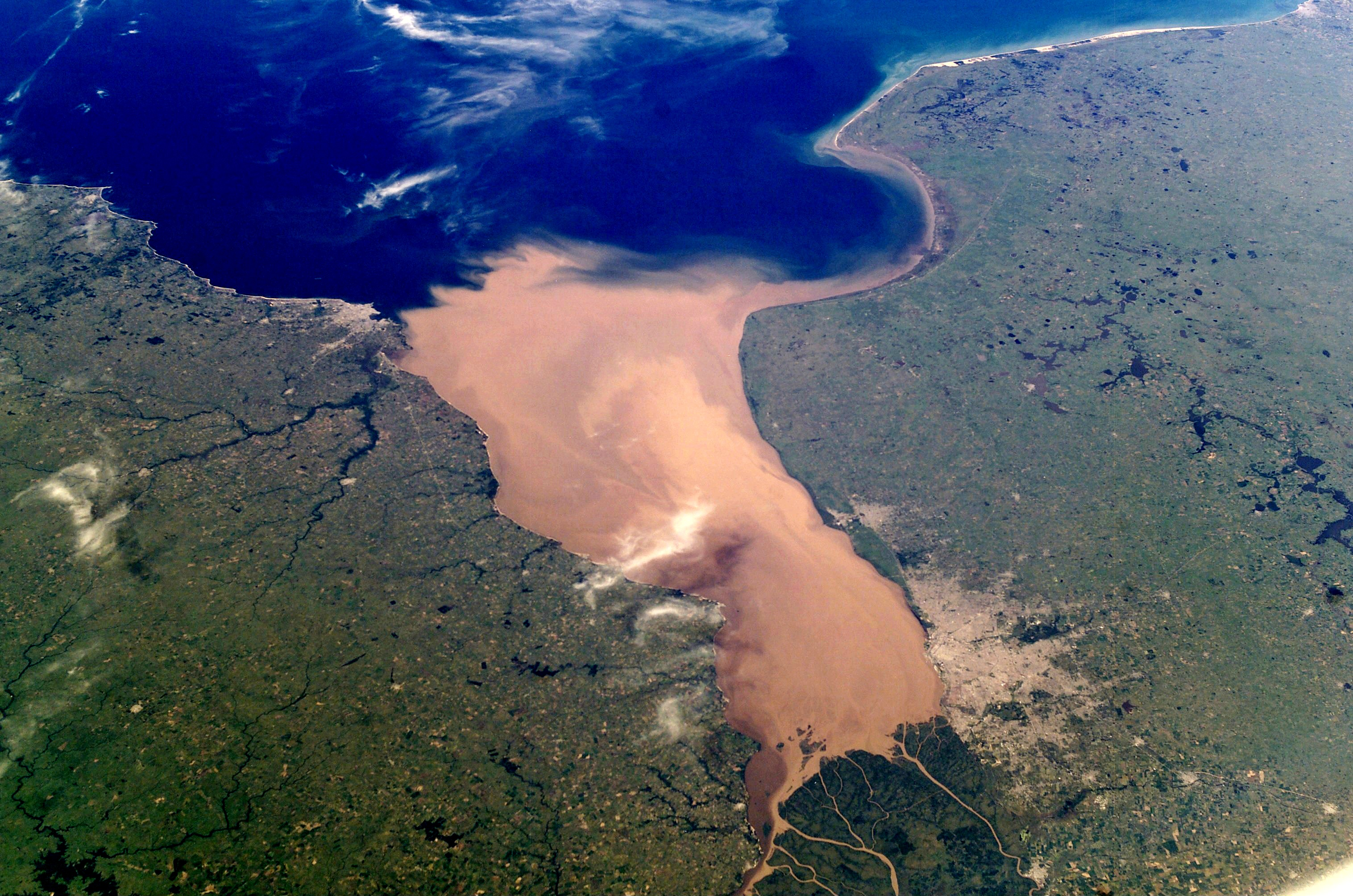
L'estuaire du río de la Plata se déversant dans la baie de Samborombón.

La baie de Samborombón fait partie du río de la Plata.

La zone du site Ramsar comprend une ligne de côte de plus ou moins 180 km. La frange terrestre a une largeur variable de 2 à 23 km.. La portion de la baie elle-même se prolonge jusqu'à l'isobathe de 3,5 mètres. La zone est caractérisée par des bañados ou étangs, des marais salés et des cangrejales ou régions à crabes.
L'eau y est parfois douce, parfois salée en fonction des apports respectifs du río de la Plata (donc surtout du río Paraná) et de l'océan. De plus la nappe phréatique affleure et libère de grandes quantités d'eau douce. Enfin les vents et les marées interviennent pour influer sur le degré de salinité des eaux. Il se crée ainsi un système hydrologique complexe avec une grande variété de zones humides sujettes à des pulsations d'après l'interaction des différents facteurs mentionnés.
Les sols sont mal drainés, de perméabilité lente, de salinité et d'alcalinité élevées. Leur utilité agricole est réduite ou nulle, de même pour l'élevage ou l'exploitation forestière.

## Flore
La zone comprend des prairies humides, avec une prédominances des espèces de Cyperus et de joncs (Juncus). Ces prairies sont parfois salées (Praderas Saladas), avec alors prédominance de distichlis spicata et d'hordeum stenostachys.
On y trouve aussi des prairies humides avec lagunes temporaires ou permanentes (Juncal, Totoral ou Espadañal).
Sur les cordons de Conchilla (cordons littoraux secs et surélevés d'origine marine), se trouvent des communautés d'arbres, dominées par le Celtis tala ou par le Cortaderia selloana et l'Eryngium pandafolium.

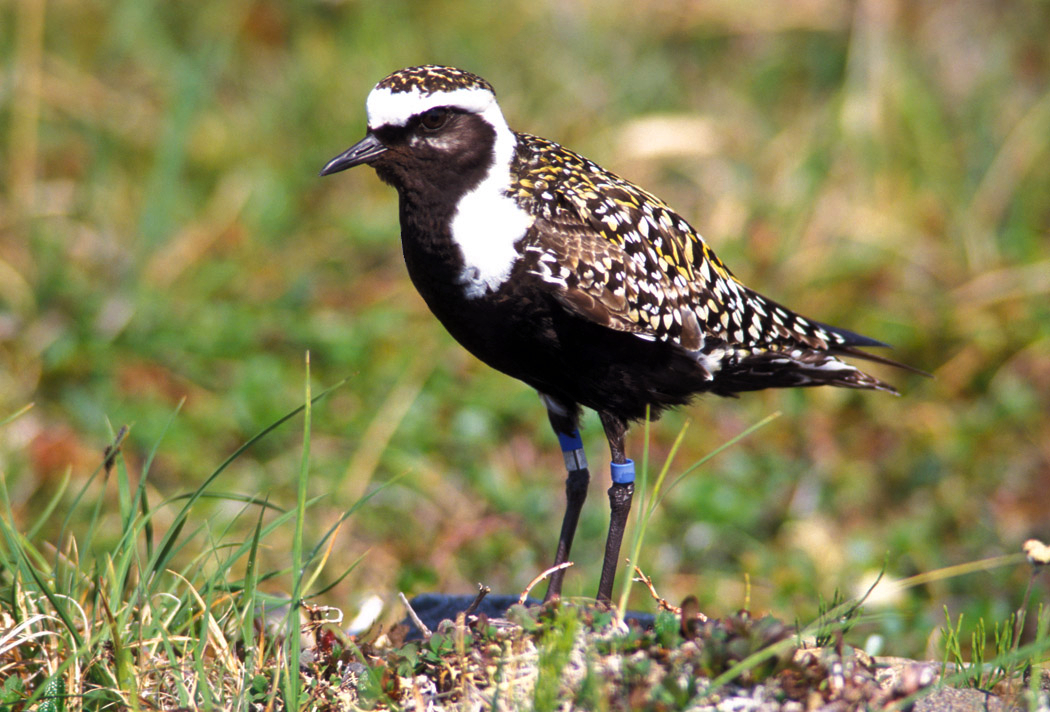
Pluvialis dominica ou pluvier bronzé

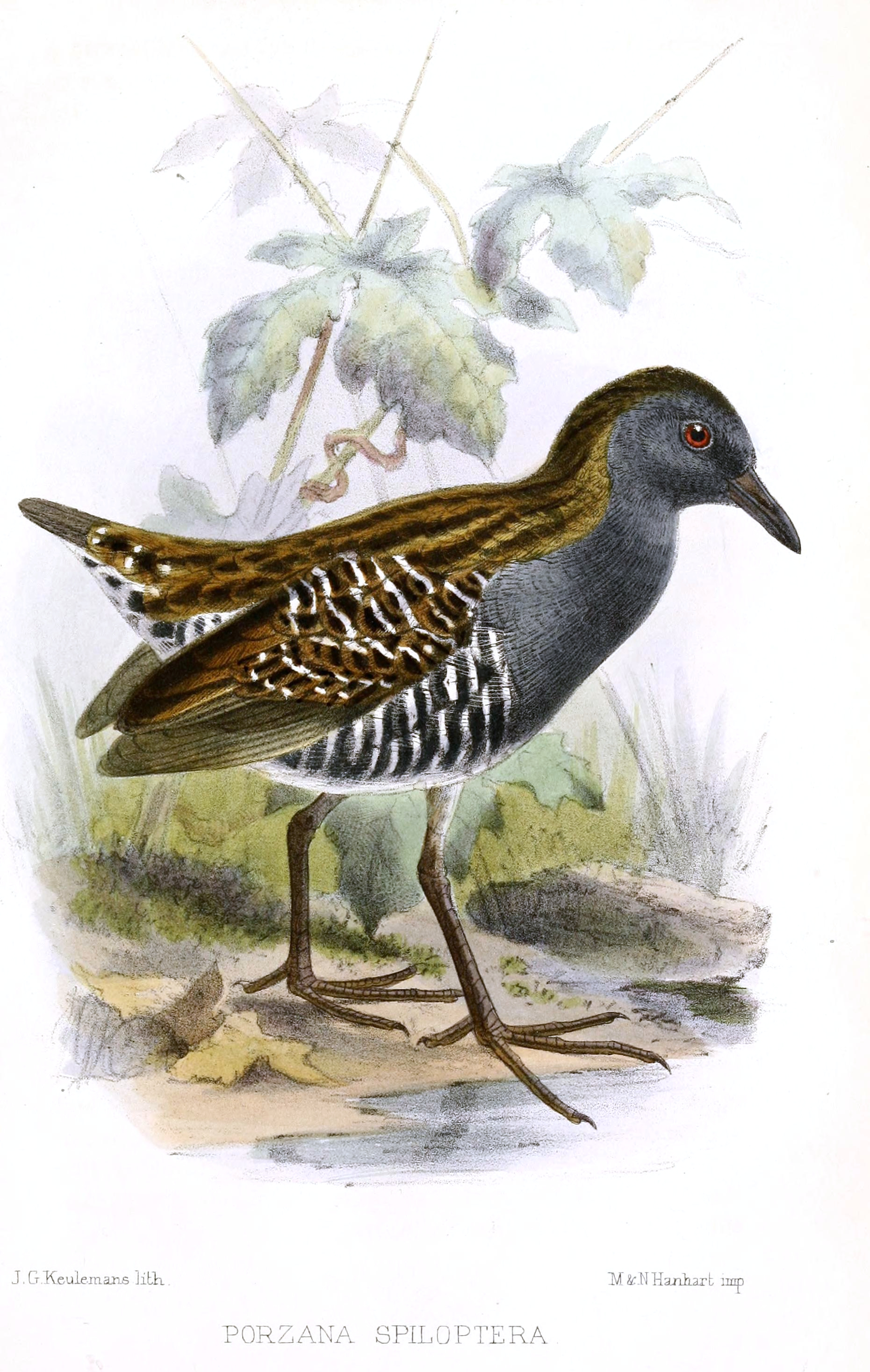
Laterallus spilopterus ou porzana spiloptera

## Faune

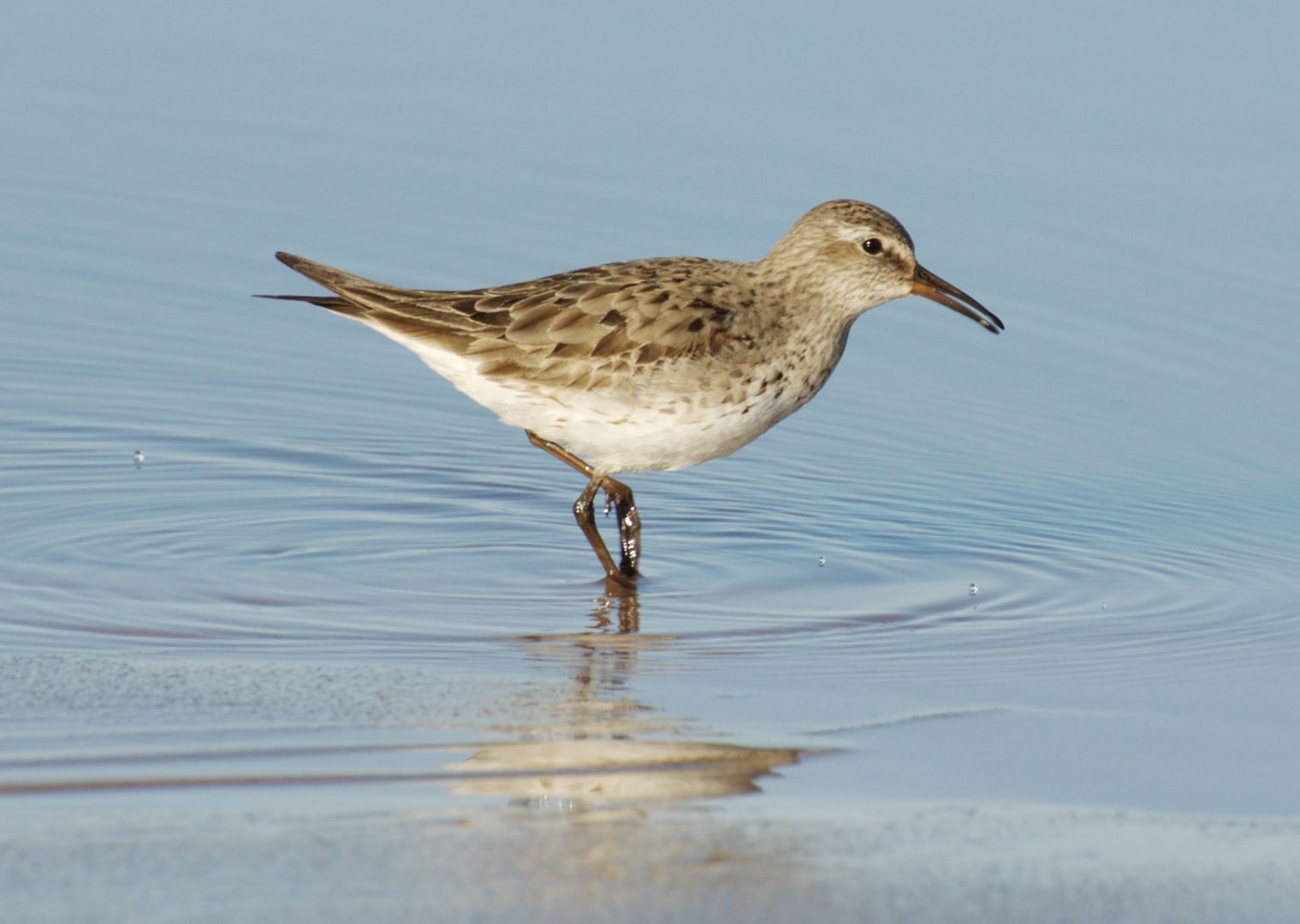
Bécasseau à croupion blanc

En ce qui concerne la faune ichtyque, la baie de Samborombón représente un domaine de ponte d'une ichtyofaune très importante du point de vue commercial. Citons le sciaenidae Corvina rubia, le Micropogonias furnieri, l'espèce qui dans la région souffre de la plus forte pression de capture.
Une espèce de mammifères dont la conservation est d'importance majeure[réf. nécessaire] est présent, le cerf des pampas, plus précisément la sous-espèce ozotocerus bezoarticus celer, espèce quasi-menacée.
Parmi les raisons les plus importantes pour l'inclusion de la Baie de Samborombón dans la liste des Zones Humides d'Importance Internationale de la Convention de Ramsar, figure sa fonction d'habitat des oiseaux migrateurs. Selon Morrison et Ross (1989), les recensements effectués dans l'aire ont révèle qu'entre 63 % et 75 % des oiseaux sont des oiseaux qui passent l'été austral en Argentine.
Les espèces les plus notoires sont : le bécasseau à croupion blanc, la barge hudsonienne, le bécasseau maubèche et le pluvier bronzé. On[Qui ?] a estimé à plus de 100 000 la quantité de pluviers et d'oiseaux de plage qui utilisent le secteur de la baie de Samborombón.
Dans les zones de roseaux, on trouve une espèce incluse par l'UICN comme espèce menacée, la marouette maillée, mais aussi le râle étoilé.